# Алварельюш (Валпасуш)
Алварельюш (порт. Alvarelhos) — район (фрегезия) в Португалии, входит в округ Вила-Реал. Является составной частью муниципалитета Валпасуш. По старому административному делению входил в провинцию Траз-уж-Монтиш и Алту-Дору. Входит в экономико-статистический субрегион Алту-Траз-уш-Монтеш, который входит в Северный регион. Население составляет 172 человека на 2001 год. Занимает площадь 12,83 км².